# Riedhausen (Brunnthal)
Riedhausen ist ein Ortsteil der Gemeinde Brunnthal im oberbayerischen Landkreis München. 

## Geographie
Die Einöde liegt circa 500 Meter östlich von Brunnthal. 

## Geschichte
Riedhausen wird als Behausungssiedlung in der Rodung erklärt. In einer Urkunde des Klosters Schäftlarn tauchte der „Riedhof zu Prunntal“ auf. Dessen Inhaber wird 1616 als „Hans Riedhauser oder Huber“ bezeugt.